# Plumboperloffita
La plumboperloffita és un mineral de la classe dels fosfats que pertany al grup de la bjarebyita.

## Característiques
La plumboperloffita és un fosfat de fórmula química PbMn²⁺₂Fe³⁺₂(PO₄)₃(OH)₃. Va ser aprovada com a espècie vàlida per l'Associació Mineralògica Internacional l'any 2020, i no va ser publicada fins al mes de gener de 2024. Cristal·litza en el sistema monoclínic.
L'exemplar que va servir per a determinar l'espècie, el que es coneix com a material tipus, es troba conservat a les col·leccions mineralògiques del Museu d'Austràlia Meridional, a Adelaida, Austràlia, amb el número de registre: g34868.

## Formació i jaciments
Minerals descoberts a la pedrera de Wiperaminga Hill West, situada a la reserva de Boolcoomatta, dins la província d'Olary (Austràlia Meridional, Austràlia). Aquest indret és l'únic a tot el planeta on ha estat descrita aquesta espècie mineral.